# 斯托馬基特
斯托馬基特（Stowmarket）是英國英格蘭薩福克郡的一個小鎮。1981年時，斯托馬基特有人口約6,000人。現在已經增加到約19,000人。

## 友好城市
- 法國 阿夫尔河和伊通河畔韦尔讷伊